# Reshmie Oogink
Reshmie Oogink (Almelo, 26 de octubre de 1989) es una deportista neerlandesa que compite en taekwondo. Ganó una medalla de bronce en el Campeonato Mundial de Taekwondo de 2017 y una medalla de bronce en el Campeonato Europeo de Taekwondo de 2016, ambas en la categoría de –73 kg.

## Palmarés internacional
| Campeonato Mundial | Campeonato Mundial   | Campeonato Mundial | Campeonato Mundial |
| Año                | Lugar                | Medalla            | Categoría          |
| ------------------ | -------------------- | ------------------ | ------------------ |
| 2017               | Muju (Corea del Sur) | Medalla de bronce  | –73 kg             |
| Campeonato Europeo |                      |                    |                    |
| Año                | Lugar                | Medalla            | Categoría          |
| 2016               | Montreux (Suiza)     | Medalla de bronce  | –73 kg             |